# セルヒオ・コリーノ
セルヒオ・コリーノ・ラモン（Sergio Corino Ramón、1974年10月10日 - ）は、スペイン・バスク州ビルバオ出身の元サッカー選手。現役時代のポジションはDF。

## 経歴
バスク州のビルバオに生まれ、アスレティック・ビルバオのカンテラで育成された。1994-95シーズンにトップチームデビューを果たすと、出場機会を求めてレンタル移籍をしたCPメリダとUDサラマンカではレギュラーに定着した。しかし、アスレティックでのトップチーム定着は叶わず、その後はRCDエスパニョールやレアル・ソシエダ、ラージョ・バジェカーノといったクラブに在籍し、2004年に引退するまでプリメーラ・ディビシオン通算180試合に出場した。
1992年から1996年までスペインの世代別代表へ招集されており、1996年にはアトランタオリンピックへ出場するなど世代別通算16試合に出場したが、A代表デビューは果たせなかった。